# Matamuhari
Matamuhari o Matamuri és un riu de Bangladesh que neix a les muntanyes d'Arakan Yoma que separen Arakan (a Myanmar) dels Chittagong Hill Tracts. Corre en direcció nord-oest pel territori dels Chittagong Hill Tracts i després gira a l'oest i desaigua a la badia de Bengala a 21° 45′ N, 91° 57′ E / 21.750°N,91.950°E després d'un curs de 155 km. Una mica al nord de la seva desembocadura la gran tempesta tropical de l'octubre de 1897 va matar tot esser viu. La ciutat principal per la que passa és Chakiria.